# Fachhochschule für Finanzen
An den Fachhochschulen für Finanzen bilden die Länderfinanzverwaltungen ihre Nachwuchskräfte aus. Im Rahmen eines dreijährigen dualen Studiums des Steuerrechts, aufgeteilt in Studienphasen an der Fachhochschule und Praxisphasen an Finanzämtern, werden die angehenden Steuerbeamten des gehobenen Dienstes ausgebildet. Die Studenten tragen während dieser Zeit die Dienstbezeichnung Finanzanwärter. Das Studium an der Fachhochschule für Finanzen schließt mit dem akademischen Grad Diplom-Finanzwirt (FH) ab. 
Folgende Länder unterhalten einzeln bzw. gemeinsam eine Fachhochschule für Finanzen:
| ausbildende Bundesländer                   | Sitz der Fachhochschule                             | interner Verweis                                               |
| ------------------------------------------ | --------------------------------------------------- | -------------------------------------------------------------- |
| Baden-Württemberg                          | Ludwigsburg                                         | Hochschule für öffentliche Verwaltung und Finanzen Ludwigsburg |
| Bayern                                     | Herrsching am Ammersee                              | Hochschule für den öffentlichen Dienst in Bayern               |
| Berlin, Brandenburg und Sachsen-Anhalt     | Königs Wusterhausen                                 | Fachhochschule für Finanzen des Landes Brandenburg             |
| Hamburg, Bremen und Mecklenburg-Vorpommern | Hamburg, Außenstellen in Bremen und Güstrow         | Norddeutsche Akademie für Finanzen und Steuerrecht             |
| Hessen                                     | Rotenburg an der Fulda                              | Verwaltungsfachhochschule Rotenburg an der Fulda               |
| Niedersachsen                              | Rinteln                                             | Steuerakademie Niedersachsen                                   |
| Nordrhein-Westfalen                        | Nordkirchen, Außenstellen in Hamminkeln und Herford | Hochschule für Finanzen Nordrhein-Westfalen                    |
| Rheinland-Pfalz und Saarland               | Edenkoben                                           | Hochschule für Finanzen Rheinland-Pfalz                        |
| Sachsen                                    | Meißen                                              | Hochschule Meißen (FH) und Fortbildungszentrum                 |
| Schleswig-Holstein                         | Altenholz                                           | Fachhochschule für Verwaltung und Dienstleistung               |
| Thüringen                                  | Gotha                                               | Thüringer Fachhochschule für öffentliche Verwaltung            |